# داخلة نواذيبو
منطقة داخلة نواذيبو هي إحدى التقسيمات الإدارية في موريتانيا. عاصمتها هي عاصمتها نواذيبو تقع 400 كم شمال العاصمة نواكشوط في الطرف الشمالي الغربي لها وتضم ما يقرب من 95 ٪ من سكان المنطقة. ما تبقى من الخط الساحلي قليل السكان بالقرى ، لكن شرق المنطقة غير مأهول بالسكان في الغالب.
تقع شمال غرب موريتانيا تقع على الحدود مع الصحراء الغربية  وعلى المحيط الأطلسي واينشيري من الجنوب والشرق، وهي شبه جزيرة في جزء كبير منها.

## السكان والتقسيم الإداري
اعتبارًا من عام 2013، بلغ عدد سكان المنطقة 123،779، مقارنة بـ 97،875 في عام 2011. منهم 57.05% من الإناث و 42.95% من الذكور. اعتبارًا من عام 2008، بلغ معدل الأسر التي ـكدت وجود هاتف عام في منطقتهم أو قريتهم 95.69% ، وبلغ معدل الأسر المستفيدة من الكهرباء في منطقتهم 12.6%، وبلغ معدل الأسر المستفيدة من المركز الصحية في الحي الذي يعيشون فيه 2.53% ، ومعدل الأسر المستفيدة من خدمات الصرف الصحي 21.90%.
تضم المنطقة المقاطعات والبلديات التالية:
- مقاطعة نواذيبو وتضم البلديات:

| الرقم | البلدية     |
| ----- | ----------- |
| 8101  | نواذيبو     |
| 8102  | إنال        |
| 8103  | أبو الأنوار |

- مقاطعة الشامي.[5][6][7][8]

| الرقم | البلدية    | بالفرنسية  |
| ----- | ---------- | ---------- |
| 8201  | الشامي     | Chami      |
| 8202  | التميميشات | Tmeimichat |
| 8203  | نوامغار    | Nouamghar  |

## النشاط الاقتصادي
تعد ولاية داخلة انواذيبو أغنى ولاية في موريتانيا وتحتوي على عاصمة موريتانيا الاقتصادية
و هي القطب الاقتصادي الأول للبلد وتتجلّى هذه الأهمية في :
- الميناء المعدني : حيث تقود الشركة الوطنية للصناعة والمعادن بتصدير خامات الحديد نحو أوروبا وآسيا عبره
- ميناء الصيد البحري : في هذا الميناء ترسو أغلب السفن العاملة في مجال صيد الأسماك والرخويات الوطنية واليابانية والأوربية ويعتبر الشاطئ الموريتاني ثاني أغنى شواطئ العالم بالأسماك بعد شاطئ اليابان
- ميناء نواذيبو المستقل : حيث توجد مصفاة النفط التي تعتمد عليها موريتانيا في توفير المحروقات كما تصله البضائع من أنحاء العالم وخصوصاً دبي ولاس بلماس
- تقوم شركة بولي هاندن بإنشاء مجمع صناعي عملاق بقيمة 100 مليون دولار أمريكي

و سيدشن بداية 2012 وسيوفر أكثر من 2500 فرصة عمل وسيقوم بإنتاج أكثر من 100 ألف طن سنويا من المنتوجات النهائية
- سيتم البدء في تصدير الكواتز بداية 2012 كما ستشرع شركة دانابتروليوم في استغلال حقل بليكان للغاز

سنة 2013

## المواصلات
ترتبط ولاية داخلة انواذيبو بالعاصمة نواكشوط عبر الطريق السريع الوطني رقم 1 جنوبا وترتبط بالحدود مع الصحراء الغربية شمالا عبر الطريق الدولي 1 في اتجاه النقطة الحدودية الكيلومتر 55 وتصلها السكة الحديدية مع ولاية تيرس الزمور شرقا

## تاريخ الولاية

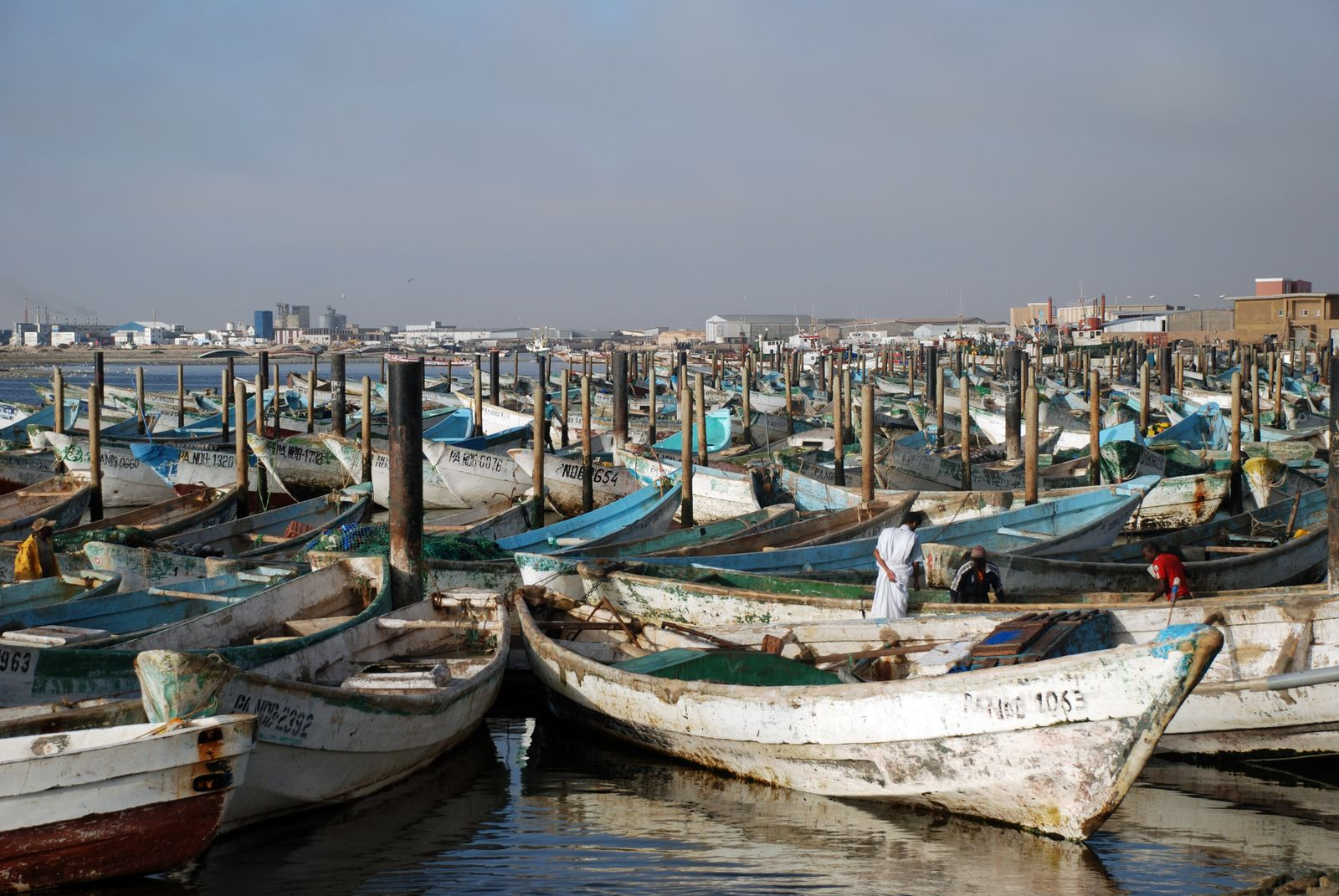
نواذيبو، موريتانيا، الميناء الحرفي

اكتشف البرتغاليون نواذيبو لأول مرة سنة 1441 مـ وأطلقوا عليه اسم كاب بلاه (Cabo Blanco) حيث بنوا في منطقة جزيرة رقيبة تدرة شبه ميناء كانوا يستعملونه لتصدير الصمغ العربي الذي كان يتوفر بكثرة إلى بلادهم وفي فترة الاستعمار الفرنسي سميت منطقة انواذيبو ب بور أتين نواذيبو نسبة إلى وزير المستعمرات الفرنسي آنذاك أويجن أتين حيث شيد الفرنسيون ميناء لتصدير السمك المتوفر بشكل هائل وفي وقت لاحق تم إنشاء مصنع لتعليب السمك يشغل 200 شخص، وفي فترة من الفترات كانت السفن الفرنسية القادمة من مدينة مرسيليا تزود مدينة انواذيبو بالمياه الصالحة لشرب قبل تكتشف بحيرة أبي الأنوار التي تزود المدينة الآن بالمياه.
في سنة 1920 م أنشأ الفرنسيون مطاراً كانت الطائرات تحط فيه في طريقها إلى بقية المستعمرات الفرنسية في غرب أفريقيا وأمريكا الجنوبية.
مشروع مرسوم يحدد صلاحيات وتنظيم وطرق سير مركز التنظيم بالمنطقة الحرة في انواذيبو هو مشروع حكومي
ويحدد مشروع المرسوم طبيعة وصلاحيات هيئتي مركز التنظيم، المتمثلتين في لجنة التنظيم والأمانة العامة.
وبعد التأكيد على أهمية التسيير للموارد العمومية وإرساء ثقافة حقيقية للشفافية والحكامة كخيار لا رجعة فيه، جدد رئيس الجمهورية تعليماته إلى الحكومة من أجل مواصلة الجهود الرامية إلى حسن تسيير النفقات العمومية من خلال متابعة قوية وفعالة تمكن من تخصيصها أساسا لإنجاز مشاريع هيكلية تخدم نمو بلدنا.
لازالت مدينة انواذيبو تعاني مشكلة البيئة لكنها تعمل على توفير بيئة مناسبة للمواطن وللأجنبي أفضل في المستقبل القريب إن شاء
الله.
وتعتبر مدينة انواذيبو ذات مناخ معتدل من حيث الحرارة سنويا كما أنها في استقبال المستثمرين الذين يرغبون في صنع شركات خاصة
في البلد.

## وصلات خارجية
- خبار بلادي.. موريتانيا.. ولاية داخلة نواذيبو